# Mer de Kumano
La mer de Kumano (熊野灘, Kumano-nada), est une mer ouverte sur l'océan Pacifique située au sud-est de l'île de Honshū, au Japon.

## Géographie
La Mer de Kumano s'étend, sur environ 140 km, du cap Shiono, à l'extrémité sud du bourg de Kushimoto (préfecture de Wakayama), jusqu'au cap Daiō dans le sud-est de la péninsule de Kii (préfecture de Mie).
Cette mer balaie la côte sud-est de la péninsule de Kii, une alternance de falaises rocheuses en dents de scie, de ports aménagés pour la plaisance, la pêche et le commerce maritime et de baies plus ou moins profondes comme les baies de Gokasho à Minamiise et d'Ago à Shima.
Du bourg de Kihō jusqu'à Kumano, s'étend sur 20 km la plage de Shichirimi, une plage de galets entièrement intégrée au parc national de Yoshino-Kumano. La baignade y est interdite et son accès est reglementé de mai à septembre, période de ponte des tortues caouannes venues des côtes du Mexique et de la Californie.
Cette mer est balayée par le courant de Kuroshio, second plus grand courant marin au monde, après le Gulf Stream.

## Hydronymie
La mer de Kumano doit son nom à la région de Kumano qui s'étend sur les trois préfectures de Mie, Wakayama et Nara. 

## Principales villes
Les villes suivantes ont une côte au bord de la mer de Kumano :
- Dans la préfecture de Wakayama :
  - Kushimoto ;
  - Nachikatsuura ;
  - Taiji ;
  - Shingū.
- Dans la préfecture de Mie :
  - Kihō ;
  - Mihama ;
  - Kumano ;
  - Owase ;
  - Kihoku ;
  - Minamiise ;
  - Shima.

## Principaux cours d'eau
Dans la préfecture de Wakayama, les fleuves Koza et Ōta, et, dans la préfecture de Mie, le fleuve Kumano ont tous comme embouchure la mer de Kumano.